# Ham-les-Moines
Ham-les-Moines ist eine französische Gemeinde mit 360 Einwohnern (Stand: 1. Januar 2022) im Département Ardennes in der Region Grand Est (bis 2015 Champagne-Ardenne). Sie gehört zum Arrondissement Charleville-Mézières, zum Kanton Rocroi und zum Gemeindeverband Ardennes Thiérache. 

## Geografie
Die Gemeinde Ham-les-Moines liegt im 2011 gegründeten Regionalen Naturpark Ardennen an der Sormonne, elf Kilometer westnordwestlich von Charleville-Mézières. Umgeben wird Ham-les-Moines von den Nachbargemeinden Lonny im Norden, Cliron im Nordosten, Haudrecy im Südosten, Saint-Marcel im Süden, Remilly-les-Pothées im Südwesten sowie Sormonne im Nordwesten.

## Bevölkerungsentwicklung
| Jahr                       | 1962 | 1968 | 1975 | 1982 | 1990 | 1999 | 2006 | 2011 | 2019 |
| Einwohner                  | 226  | 237  | 264  | 300  | 365  | 358  | 348  | 386  | 371  |
| Quellen: Cassini und INSEE |      |      |      |      |      |      |      |      |      |

## Sehenswürdigkeiten

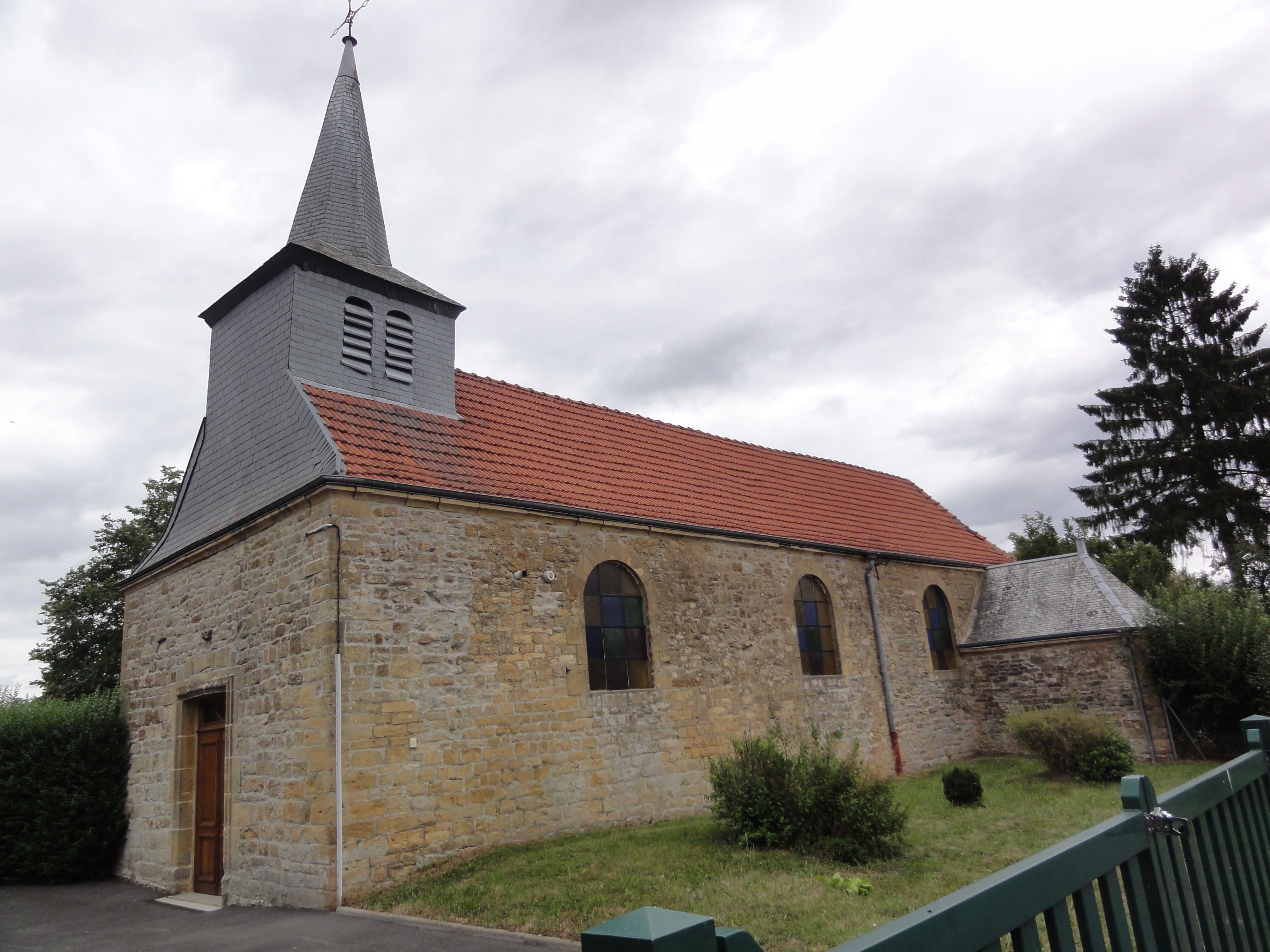
Kirche Saint-Nicaise

- Kirche Saint-Nicaise